# Almstriden

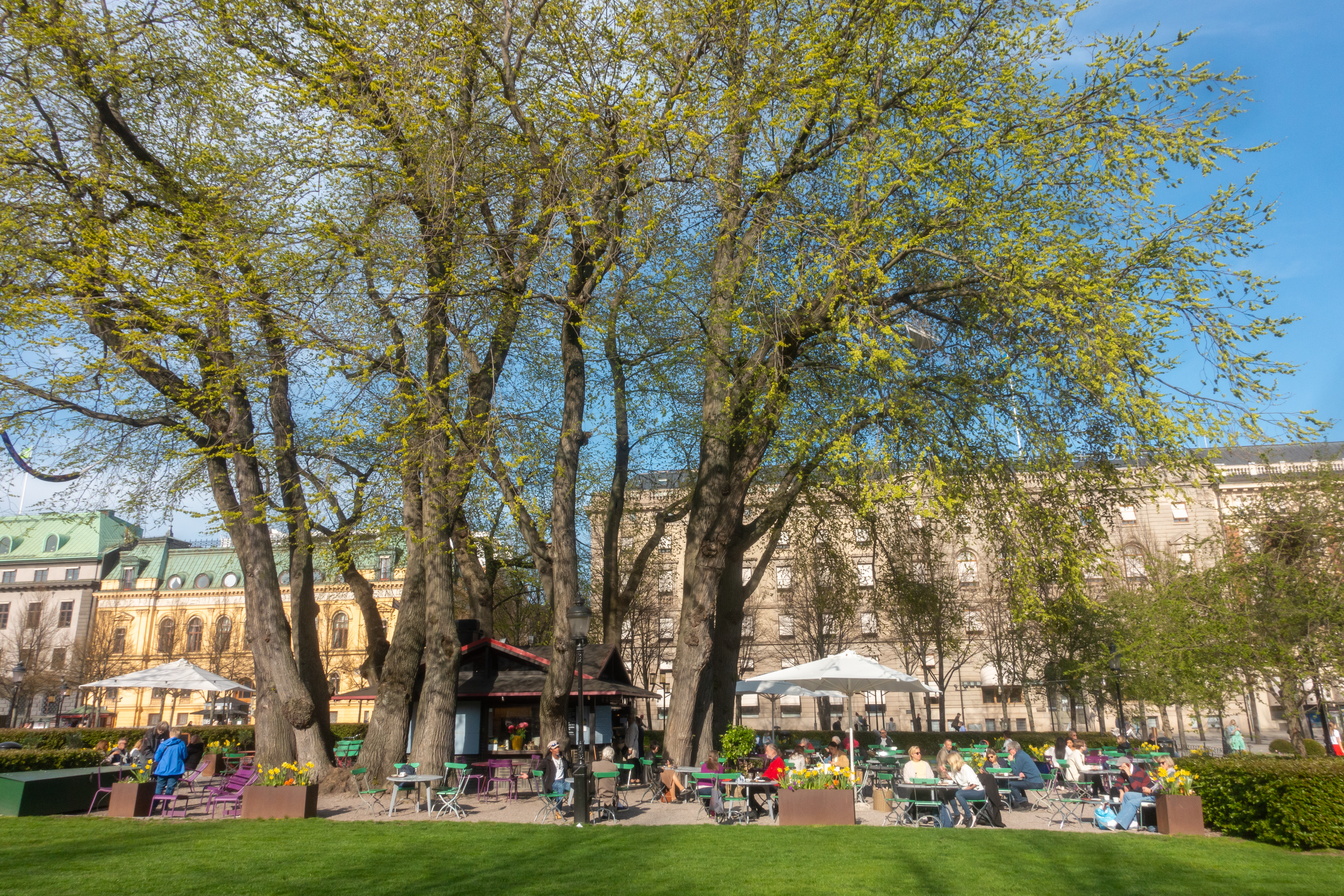
Almarna i Kungsträdgården den 11 maj 2021, på dagen 50 år efter almstriden.

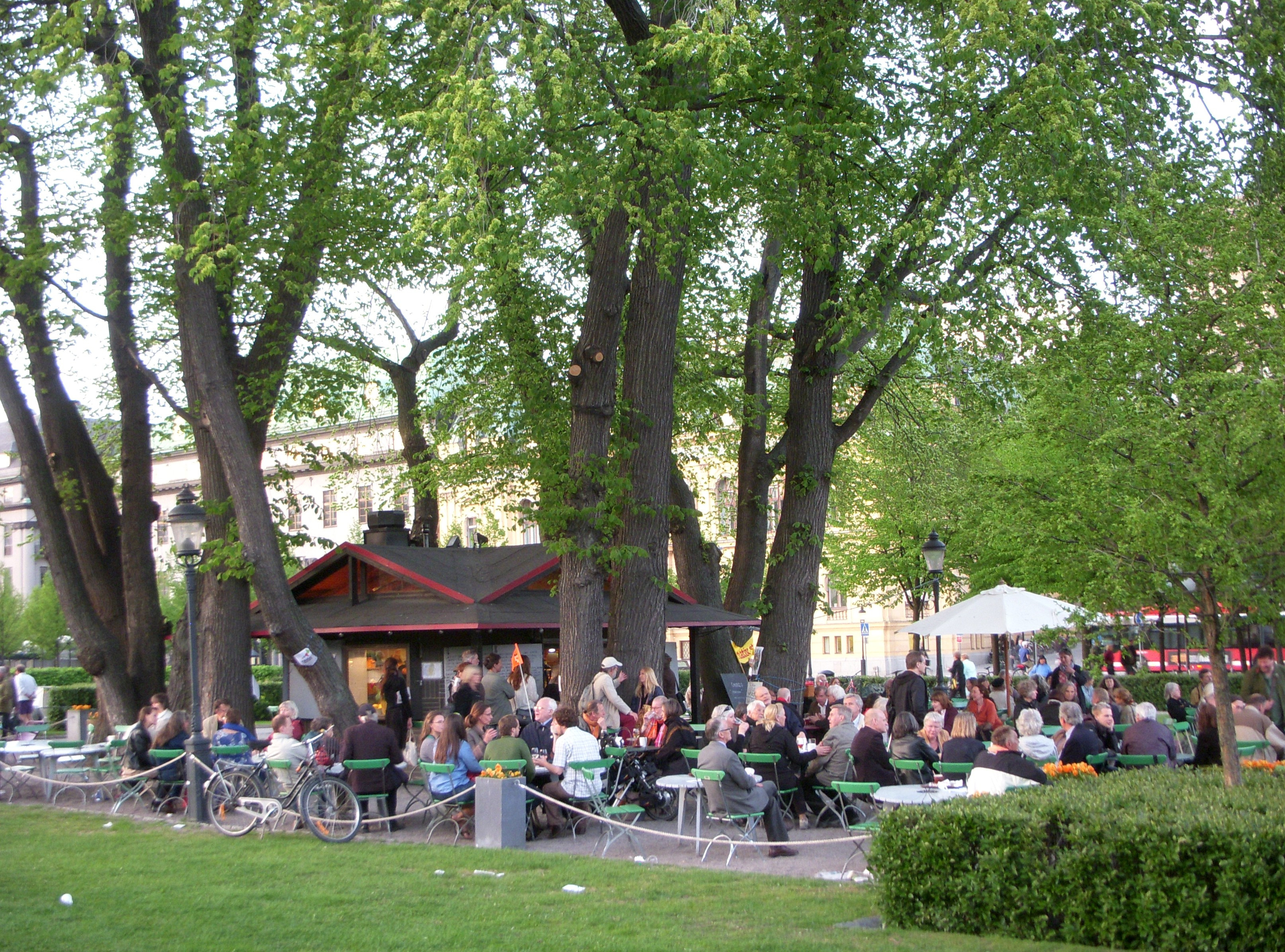
Almarna och Erik Glemmes tehus på 40-årsdagen för Almstriden, 11 maj 2011.

Almstriden var en sammandrabbning mellan demonstranter och polis som utspelade sig natten till den 12 maj 1971 i Kungsträdgården i Stockholm. Demonstranterna hade samlats under natten för att stoppa fällandet av 13 hundraåriga almträd, som skulle sågas ner i samband med byggandet av en uppgång med biljetthall, butik och toaletter till station Kungsträdgården vid "Blå linjen" i Stockholms tunnelbana.
Aktionsgruppen Alternativ stad uppmärksammade frågan under sommaren 1970, när stadsplanen för tunnelbaneuppgången ställdes ut, och började samla namn mot planförslaget och den planerade trädfällningen. Men ansvariga politiker och tjänstemän ville inte ändra någonting eller riskera att tunnelbanan försenades. Stadsplanen för uppgången hade beslutats i Stockholms stadsfullmäktige och överklagats, men fastställts av regeringen.
Almstriden innebar att almarna räddades men fick också stor betydelse för den fortsatta cityplaneringen. Almstriden fick starkt stöd från stockholmarna eftersom den också blev ett uttryck för ett stort folkligt missnöje med Stockholms planering under lång tid, inte minst i city. Där hade det rivits enormt till förmån för en ensidig, otrivsam kontorsmiljö, utan grönska och dominerad av biltrafik. Aktionen blev till en principfråga om medborgarnas roll i den kommunala demokratin. Den fick uppmärksamhet i nationella medier, i hela världen och ses som en symbol för den växande miljörörelsen.

## Bakgrund
En bakgrund till förslaget var den idéskiss för utformningen av Kungsträdgården som arkitekten Peter Celsing hade lagt fram med fri sikt tvärs igenom parken från Hamngatan till slottet, vilket innebar att almarna skulle bort. Den aktuella planen för cityomvandlingen, City 67, illustrerades med Celsings plan för Kungsträdgården, där almarna förutsattes vara borttagna. Därför förlades den planerade uppgången i Kungsträdgården vid almgruppen kring Erik Glemmes tehus från 1952. Även om almarna skulle kunna klara själva biljetthallen medförde de stora ytorna för butikslokaler att de ändå måste fällas. Därtill kom att den högste ansvarige tjänstemannen på parksidan, stadsträdgårdsmästare Holger Blom, redan hade dömt ut träden på grund av deras dåliga livskraft. Enligt Expressen hade Holger Blom sagt att ”dom där almarna är redan ruttna och fula”. Stadens politiker och tekniker försökte med artiklar och annonser i dagspressen övertyga allmänheten om att almarna måste tas bort. När beslutet togs i kommunfullmäktige röstade 63 för fällningen av almarna och 34 mot. Socialdemokraterna var enhälligt för och Moderaterna enhälligt emot. Den 23 april 1971 fastställde regeringen Palme planen för tunnelbanestationen under Kungsträdgården.
Till bakgrunden hör även att den framstegsoptimism som präglat rekordåren började ge vika för miljörörelsens och 68-vänsterns samhällskritik. Almstriden blev till en symbolstrid mot vad man såg som städernas förfulning i samband med tidens stora stadssaneringsprojekt som Norrmalmsregleringen och Miljonprogrammets nya bostadsområden.

### Historiska bilder
Bildserie tagen av fotografen Lennart af Petersens i maj 1971.

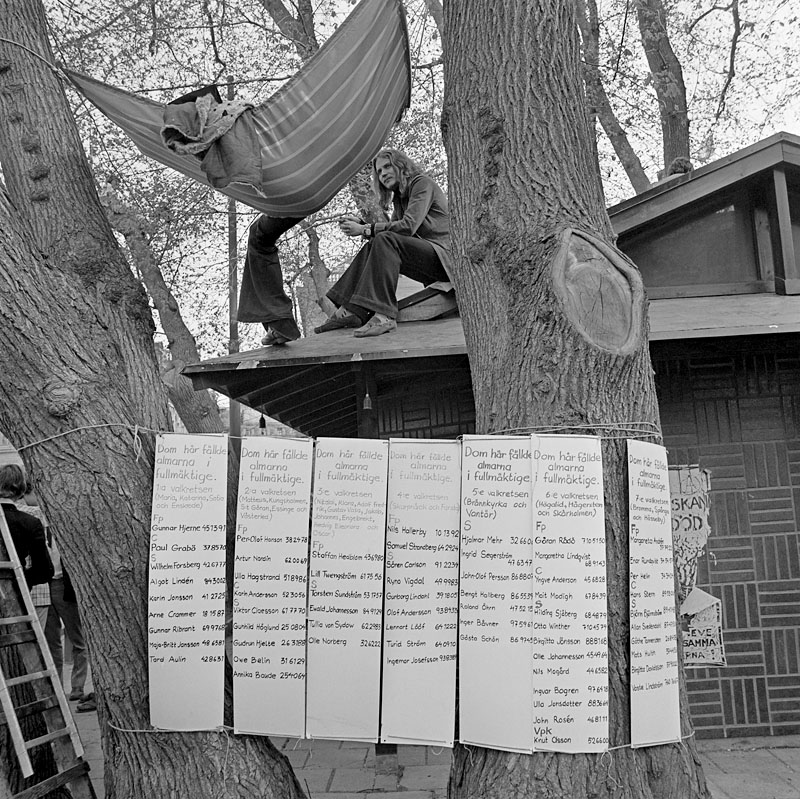
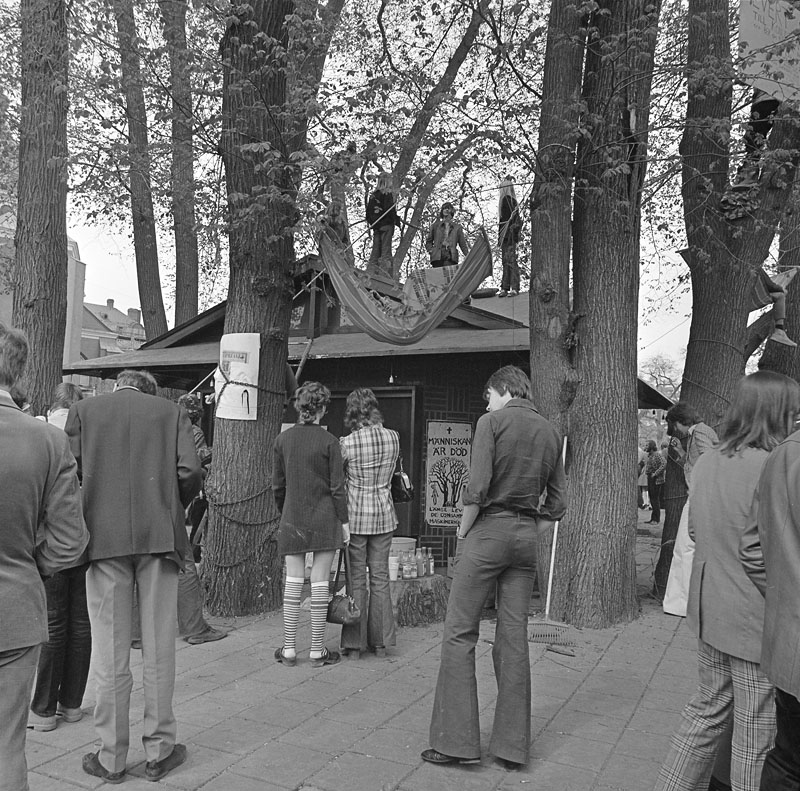
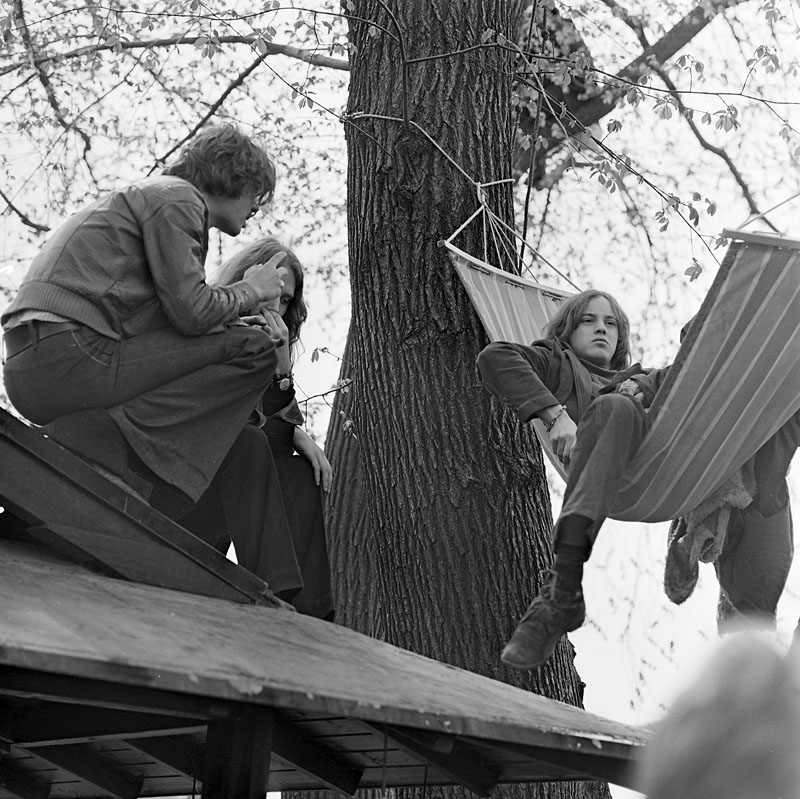
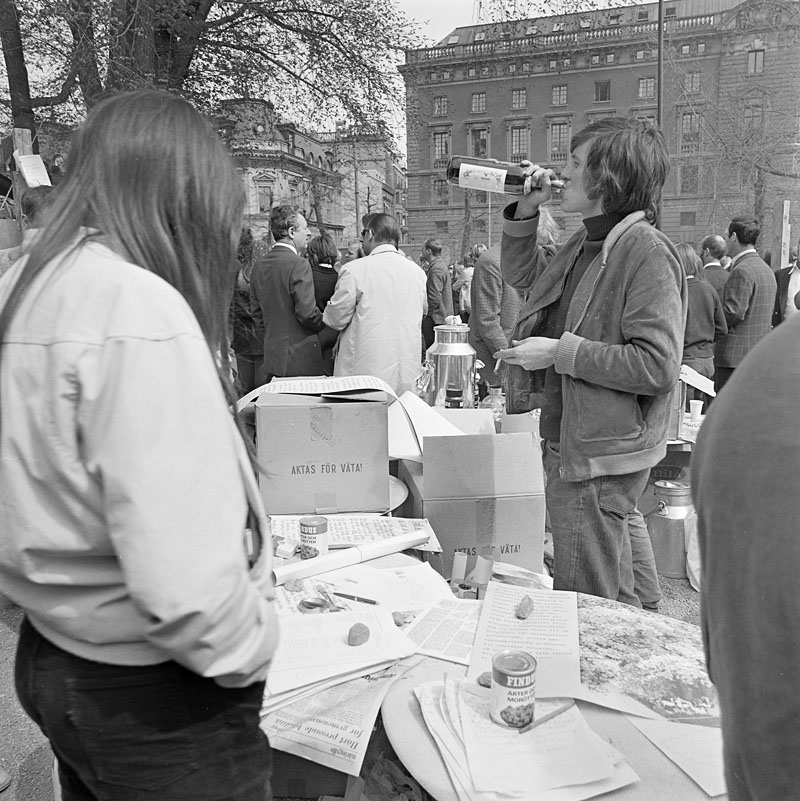
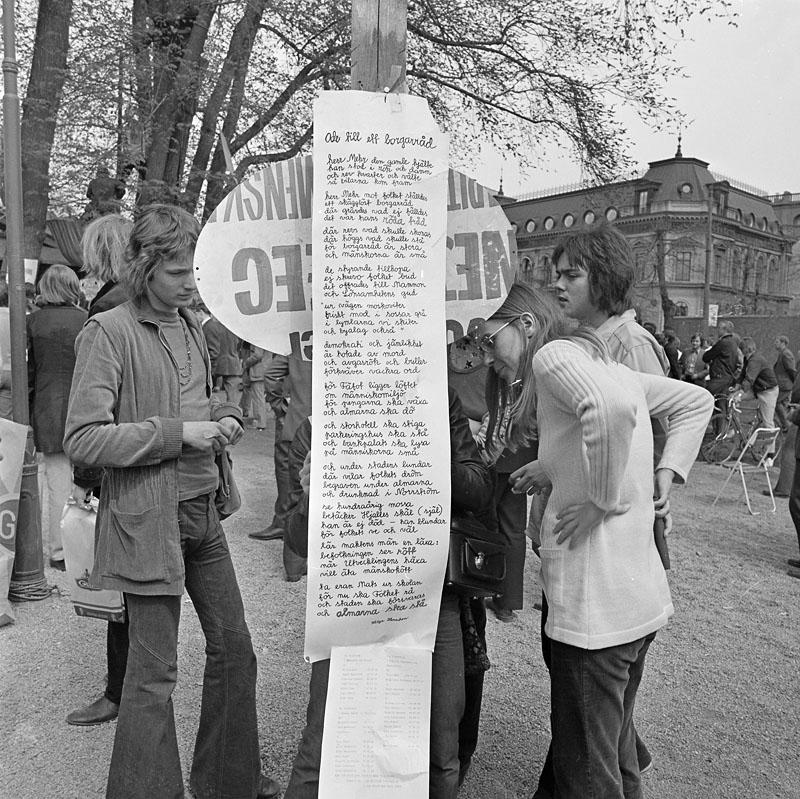

## Förlopp
Aktionsgruppen Alternativ stad hade upprättat en telefonlista för att almarna inte skulle fällas utan vittnen. På kvällen den 11 maj 1971 fick Alternativ stad på flera olika vägar information om att träden skulle fällas samma natt och telefonkedjan drogs igång. Vid midnatt hade uppåt tusen stockholmare samlats kring almarna. Situationen eskalerade när arbetare anlände till platsen med uppdrag att fälla almarna med motorsåg. Arbetarna eskorterades och skyddades av polis. Vid 3-tiden på natten inleddes sågningen och demonstranterna rusade fram till almarna, satte sig kring träden och några klättrade upp i träden, men några demonstranter skadades av polishundar och batonger. Sågningen avbröts av säkerhetsskäl efter bara några minuter, men fyra almar hade redan fått allvarliga sågskador.
Redan följande dag, den 12 maj 1971, inleddes ett veckolångt firande, dag och natt, av almarnas räddning. Alternativ stad ordnade fram en scen med mikrofoner och högtalare och med Alternativ Stads Göran Folin som konferencier inleddes en dygnet-runt musikföreställning med frivilliga medverkande. Dit kom Kar de Mumma, Cornelis Vreeswijk, Povel Ramel och Fria Proteatern. Operakören sjöng från balkongen till Operan och under ledning av Kjerstin Dellert, "Låt Almarna leva". Vilhelm Moberg gick in på Operakällaren och beställde smörgåsar åt dem som vaktade almarna. Hundratusentals stockholmare kom till platsen. Musikgruppen Envoys spelade in låten "Almarna åt folket", en svenskspråkig cover på John Lennons "Power to the People" från samma år.

## Omprövning
Redan den 7 juni meddelade stadsbyggnadsborgarrådet Inge Hörlén (S) att man tillsatt en arbetsgrupp för att ompröva planen för Kungsträdgårdens tunnelbanestation. Några dagar senare, den 13 juni, deklarerade samtliga borgarråd och gruppledare i Stadshuset att almarna skulle komma att stå inte bara under sommaren utan även över vintern, ett beslut som i praktiken innebar att almarna inte längre skulle fällas. Fem dagar senare utnämndes finansborgarrådet Hjalmar Mehr, som var den mest framträdande (s)-politikern bakom beslutet att fälla almarna, till landshövding i Stockholms län (1971-1977) och lämnade därmed kommunalpolitiken för gott efter mer än 30 år.
Den ”Blå linjen” öppnades för trafik som planerat mellan T-Centralen och Hjulsta 1975. Kungsträdgårdens tunnelbanestation öppnades med en biljetthall vid Regeringsgatan i oktober 1977. Någon uppgång vid almarna skulle aldrig komma att genomföras. Den östra uppgången försenades på grund av almstriden och öppnades först i januari 1987 i ett nybyggt hus vid Arsenalsgatan 10. Utsmyckningen av tunnelbanestationen har flera referenser till rivningen av stora delar av Stockholms innerstad, bland annat utgörs stora delar av dekoren av delar från hus som revs och det finns också en stubbe som symbol för almstriden.
Fyra almar hade drabbats av skador, men inget träd var fällt. Kilöppningarna blev inte djupare än att man senare kunde få dem att övervalla. En landskapsarkitekt, Klaus Stritzke, såg redan dagen efter almstriden till att de utsågade kilarna placerades tillbaka i träden, och tittade sedan till almarna med jämna mellanrum. Med åren har barken vallat över sågskadorna – det orkade de 100-åriga träden. Enligt stadsträdgårdsmästare Holger Blom var de sjuka och svaga. Fortfarande 50 år senare (2021) finns almarna kvar och fick 2018 nya växtbäddar.

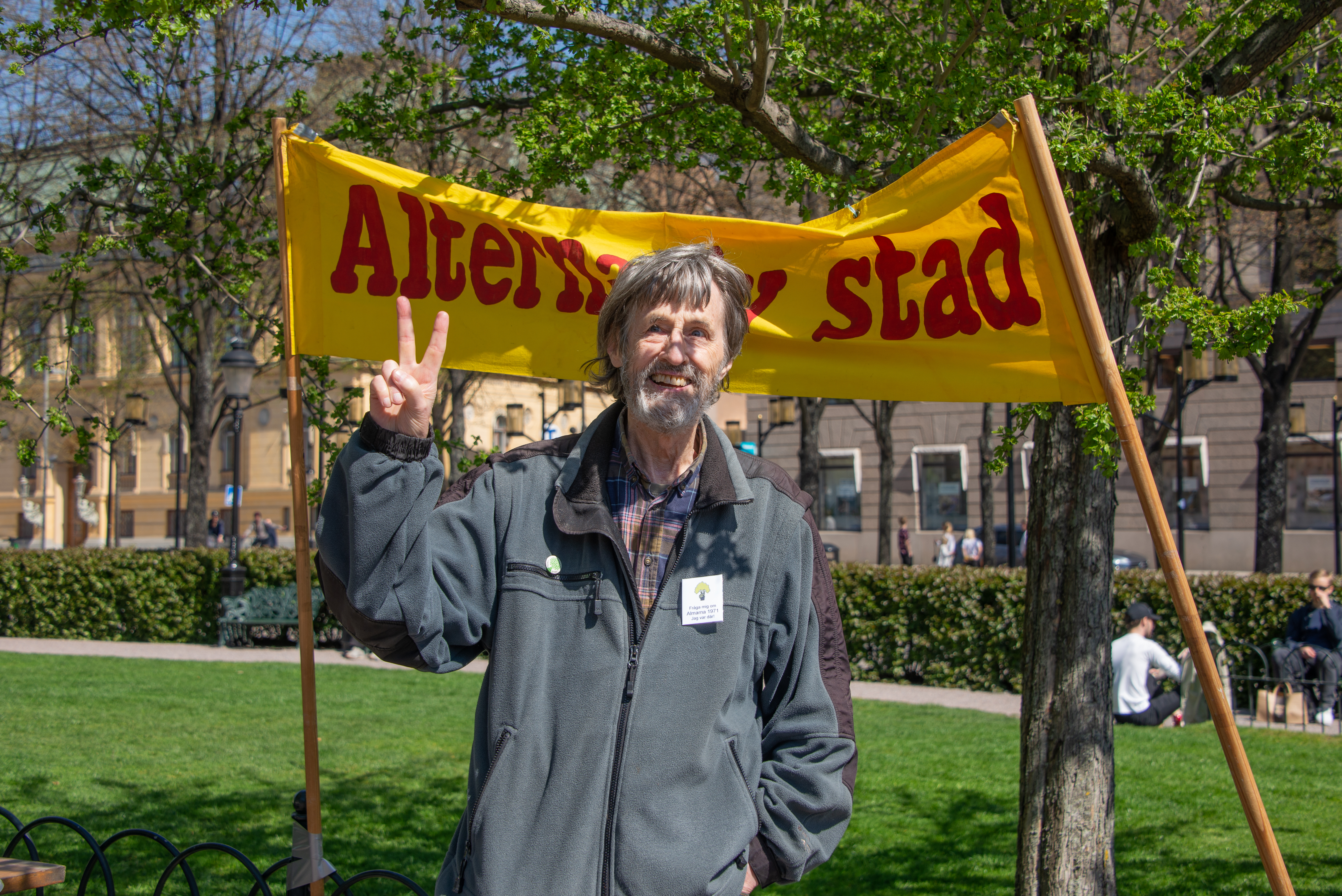
Göran Folin talar på 50-årsdagen av almstriden.

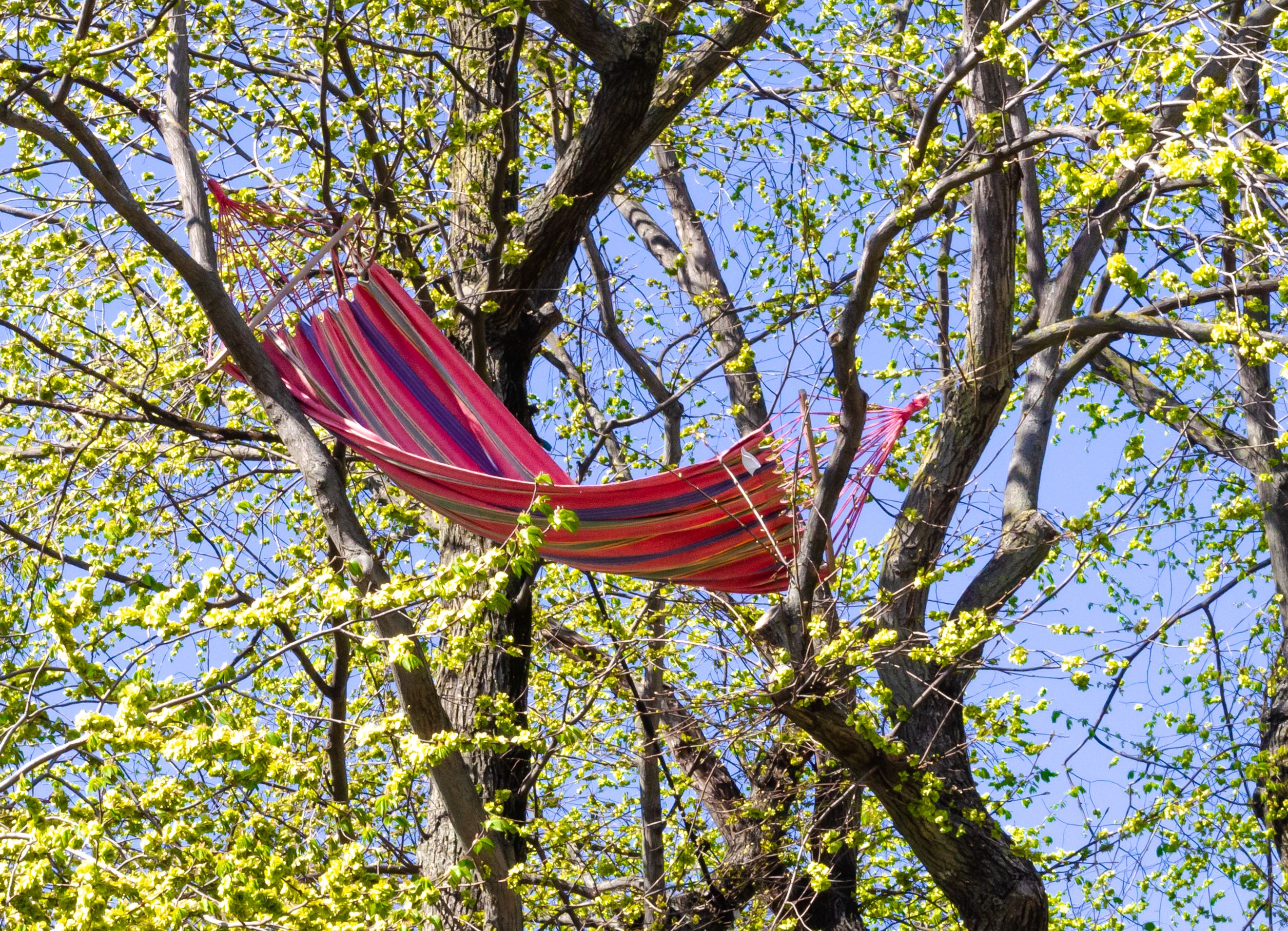
Hängmattor användes i träden för övernattning under almstriden för att förhindra att almarna fälldes

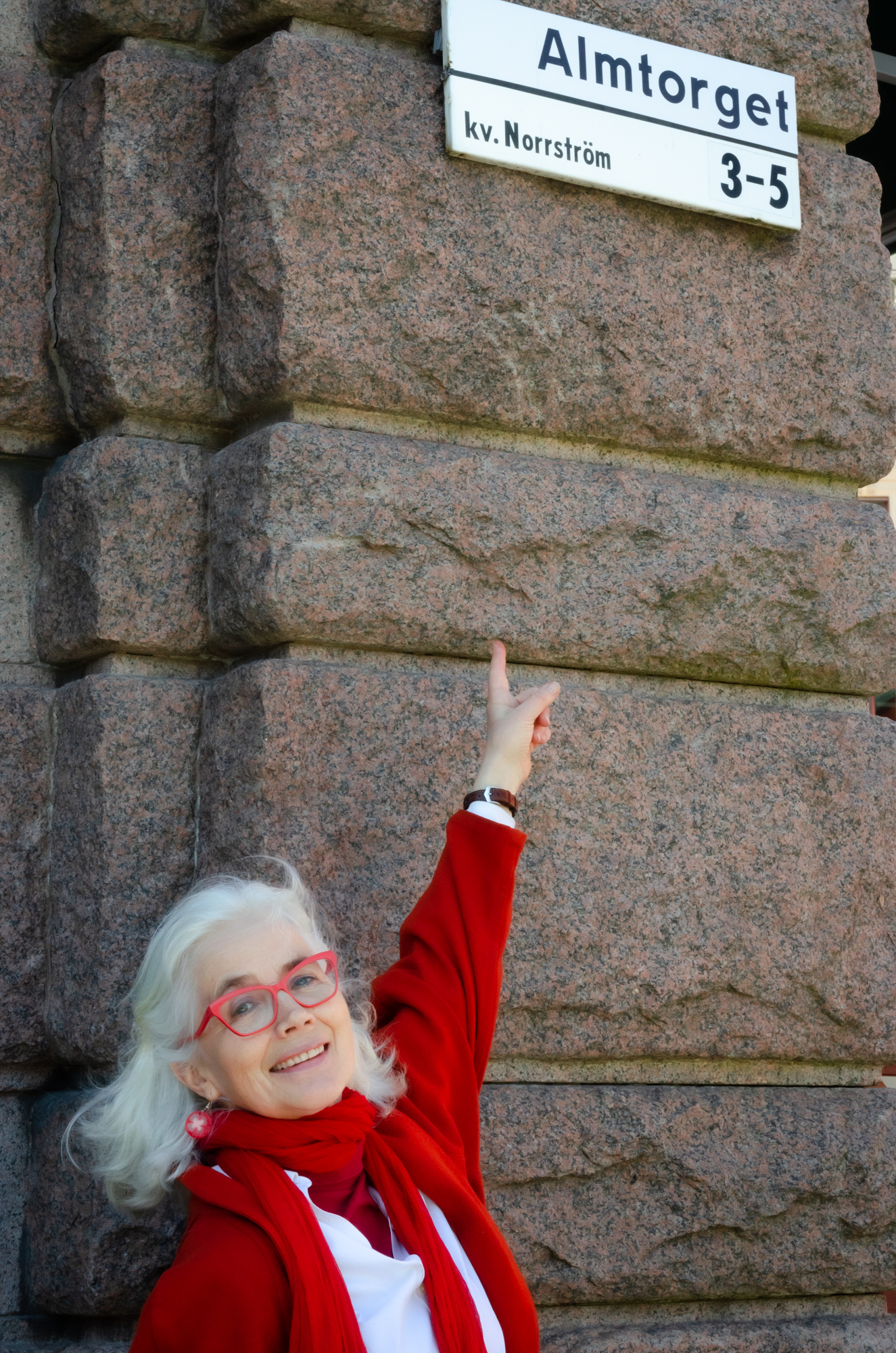
På årsdagen 50 år efter Almstriden hölls en ceremoni i Kungsträdgården där Marika Lagercrantz utropar Almtorget istället för Karl XII torg.

## Följder
Almstriden blev också en vändpunkt i den vid tiden pågående Norrmalmsregleringen. Efter almstriden 1971 gick luften nästan helt ur cityomvandlingen. I november 1973 lade stadsbyggnadsborgarrådet Inge Hörlén i samråd med fastighetsborgarrådet P O Hansson fram en promemoria angående omprövning av de bärande principerna i citysaneringen. De båda borgarråden var överens om att trafiklederna skulle bli färre, parkeringsutrymmena inte så omfattande och att inga fler rivningar i stor skala skulle ske. Flera bostäder skulle sparas i city. Stadsfullmäktige godkände 1974 riktlinjerna för den revidering av City 67 som blivit nödvändig efter den intensiva folkliga kritiken.
Den nya cityplanen, Cityplan 77, skulle gynna fotgängare och cyklister samt bussar och varutransporter, medan den privata biltrafiken fick “anpassa sig till den lägre kapacitet som gatunätet erbjuder”. De flesta parkeringshusen i City 67 ströks. Norr Mälarstrandsleden, som skulle ha kopplats ihop med den redan breddade och förlängda Klarabergsgatan, ströks. Blasieholmsleden ströks. Tunnelgatsleden ströks. Rådmansleden kom aldrig att aktualiseras. Vägtunneln från Tegelbacken till Sveavägen genomfördes, men den tänkta avgreningen till Östermalm kortades av så att den mynnade ut vid Mäster Samuelsgatan. År 2020 används den en gång sexfiliga Klarabergsgatan enbart för gång-, cykel- och kollektivtrafik.
I Cityplan 1977 föreslogs nya gågator, parker, gatuplanteringar och en prioritering av gång- och cykeltrafiken i signalreglerade korsningar. Delar av Drottninggatan skulle bli gågata och Fredsgatan gågata med begränsad körtrafik. Enligt Cityplan 1977 skulle värdefulla miljöer och byggnader bevaras och restaureras och den nya bebyggelsen skulle komplettera befintliga kvarter och anpassas till de nuvarande husens skala. I Cityplan 1977 ingår en detaljerad karta som visar "kulturhistorisk och stadsbildsmässigt värdefull bebyggelse" som skall bevaras. En del redan utfärdade expropriationstillstånd skulle bli återkallade. Cityplan 1977 innebar även att viss markanvändning som enligt gällande Zonplan 70 varit arbetsplatsområden skulle ändras till bostadsområden samt att smygkontoriserade bostadshus åter skulle bli bostäder.
Fortfarande efter 40 år engagerade Almstriden. Till minnet samlades den 11 maj 2011 tusentals stockholmare och före detta almaktivister. Till 50-årsminnet 2021 anordnades en utställning i Kungsträdgården.

## Utställning i Kungsträdgården i maj 2021 – 50 år efter Almstriden

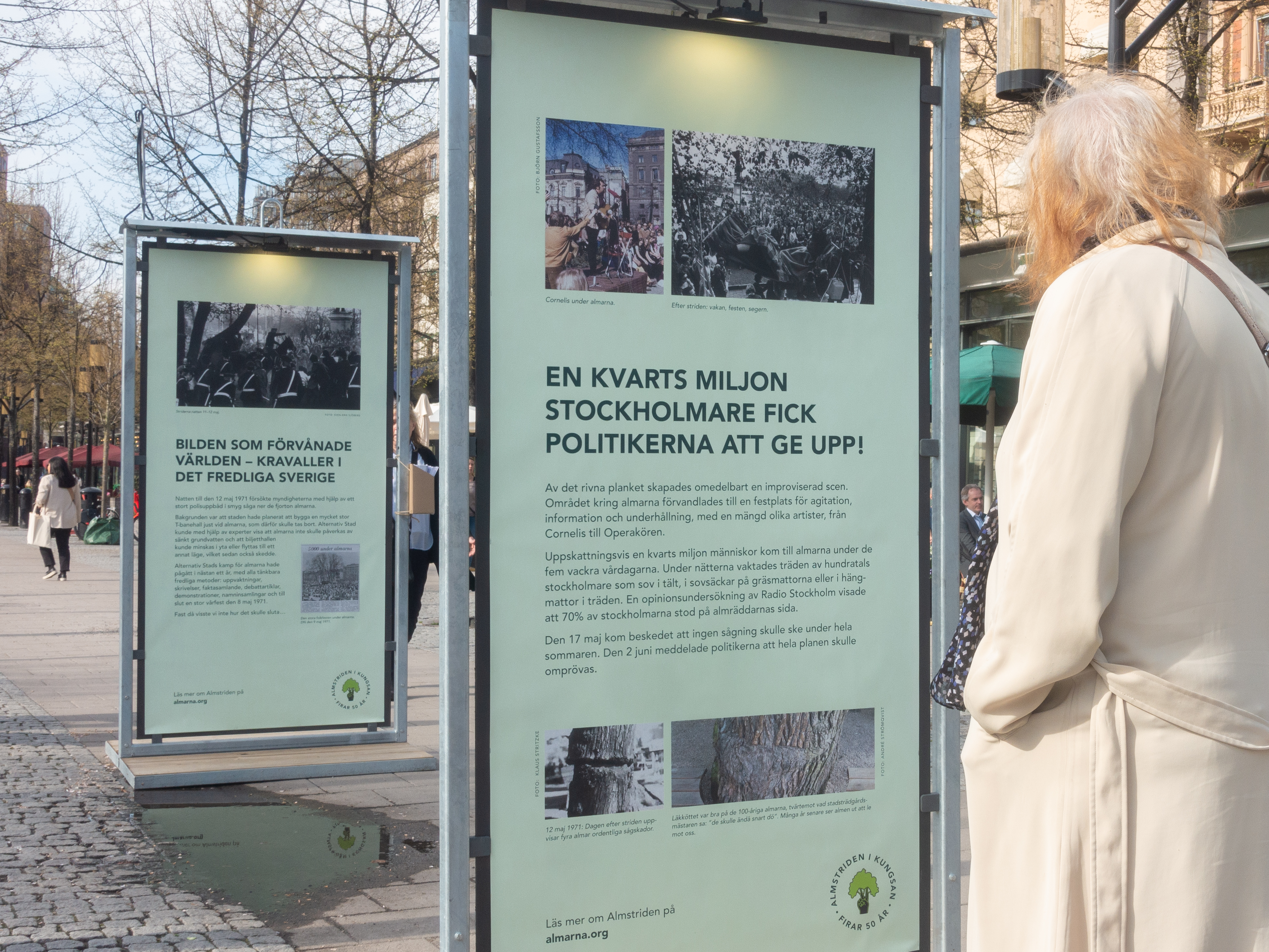
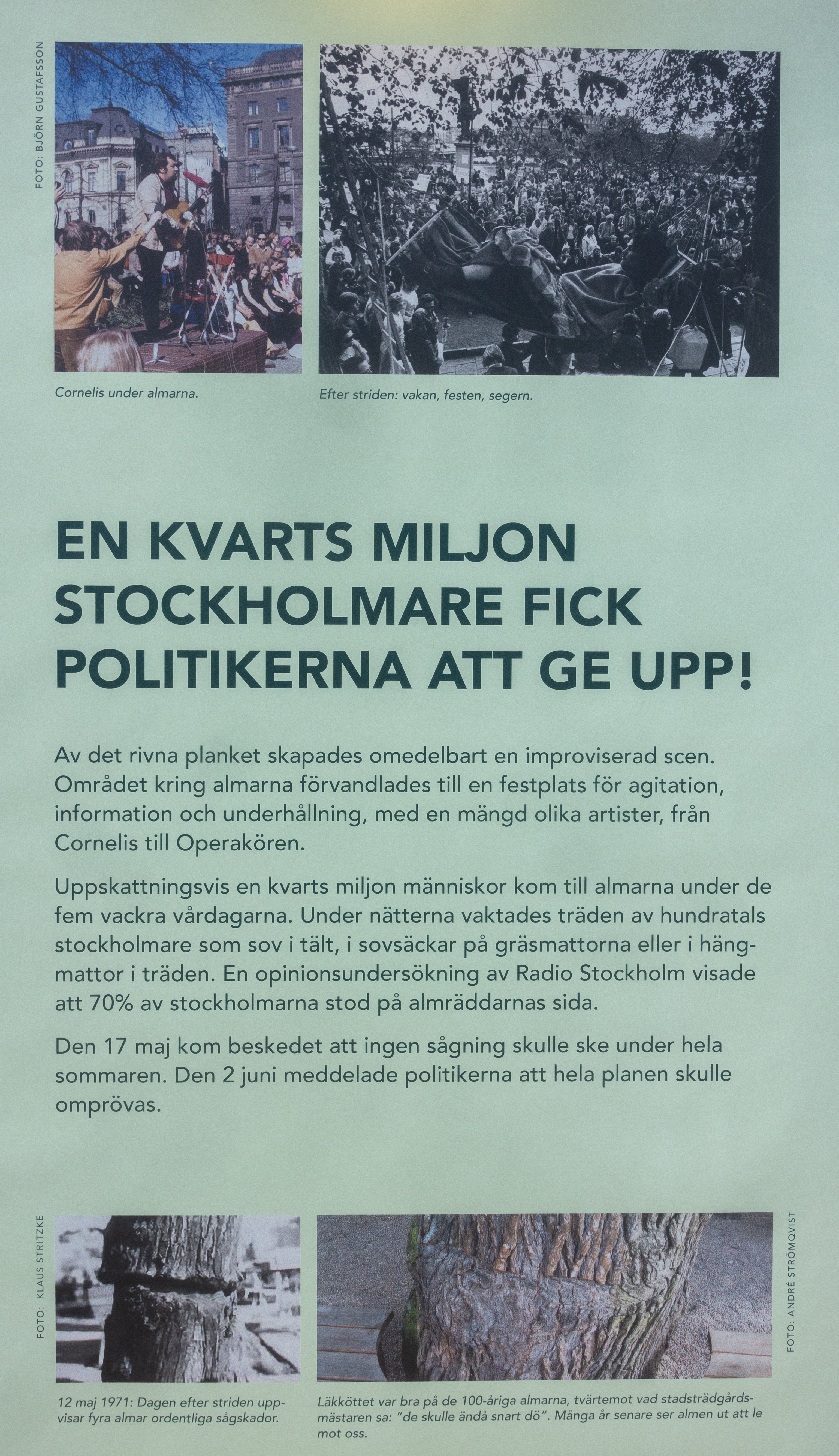
En kvarts miljon stockholmare fick politikerna att ge upp!
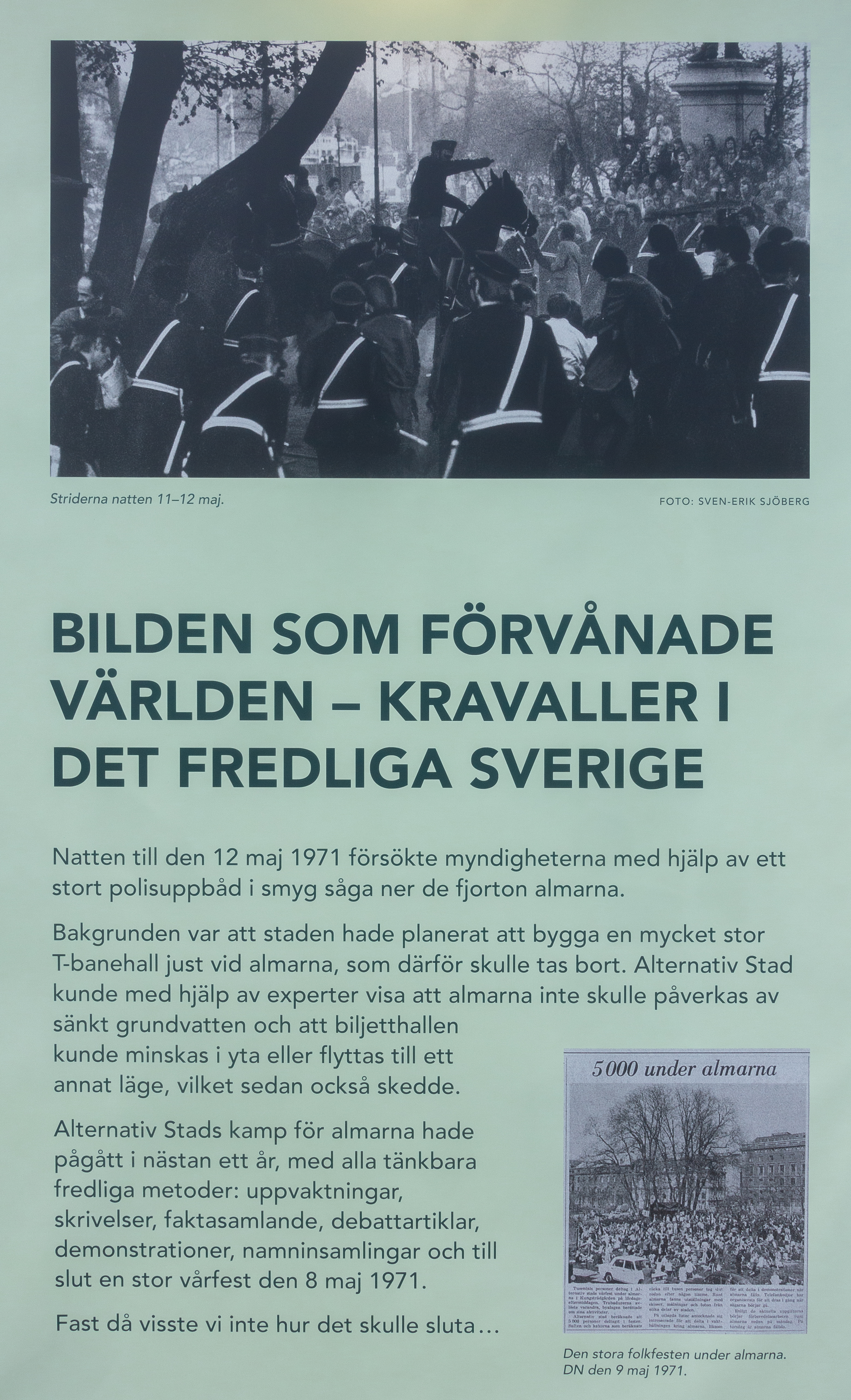
Bilden som förvånade världen - kravaller i det fredliga Sverige
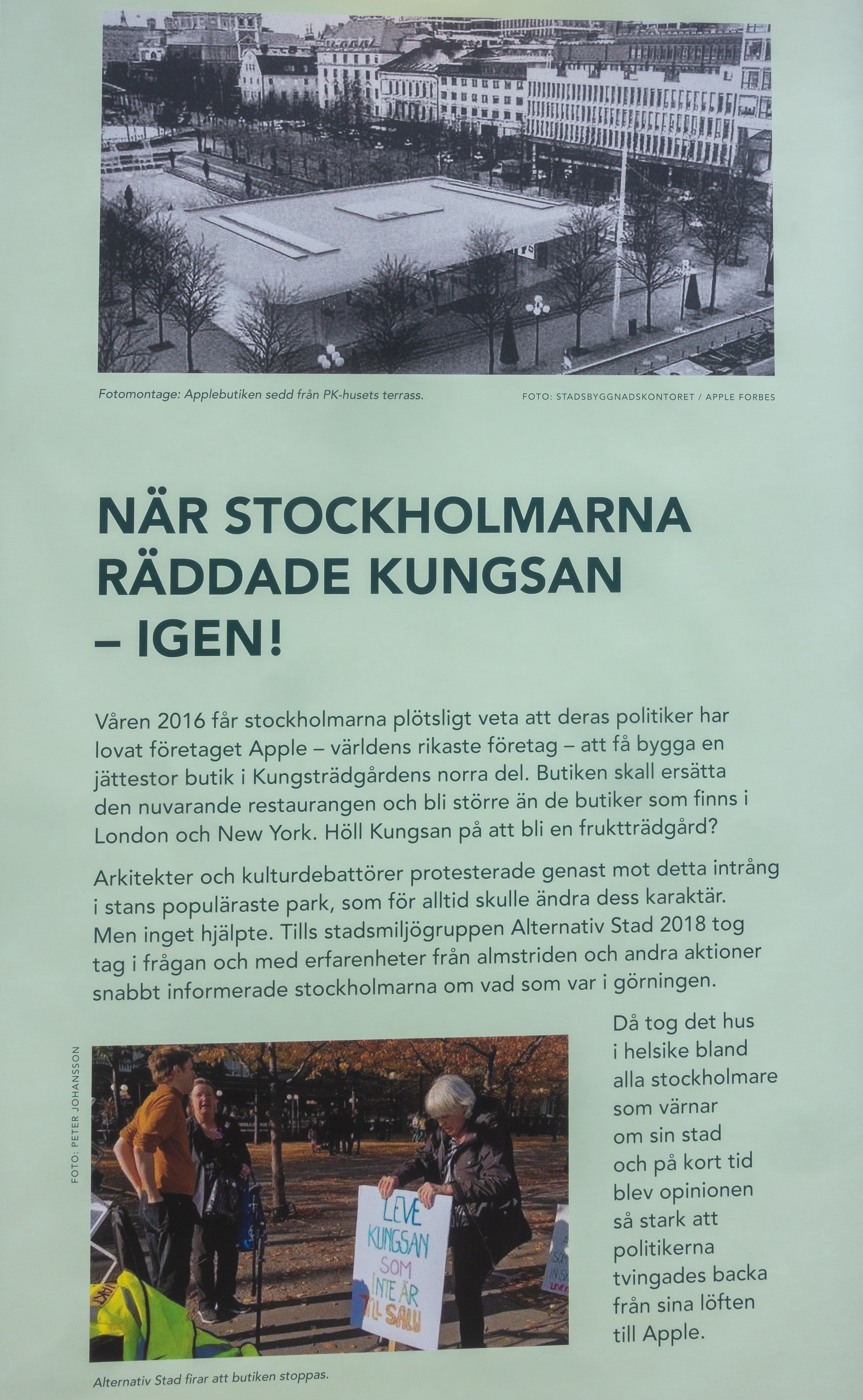
När stockholmarna räddade kungsan - igen!
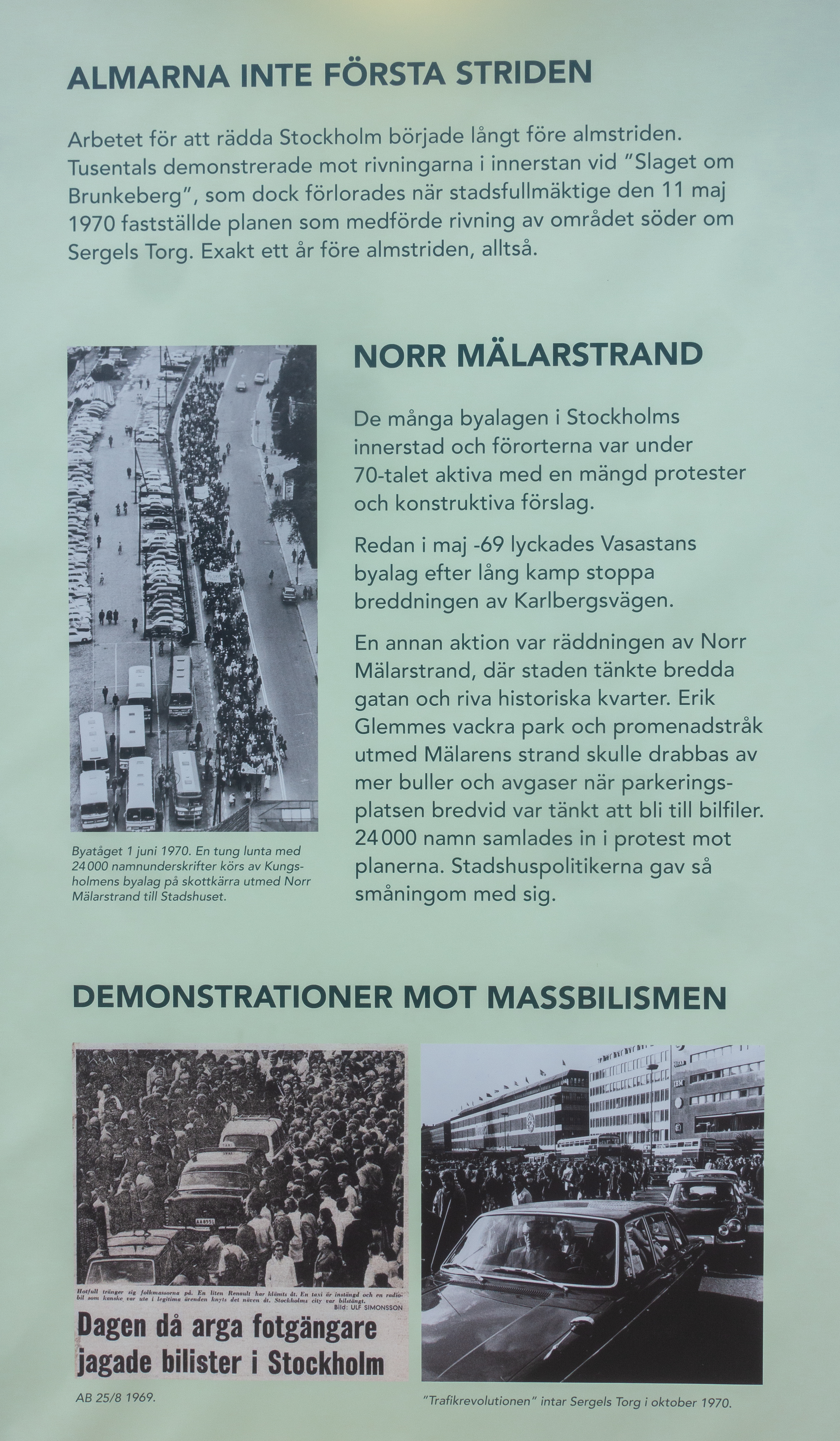
Almarna inte första striden
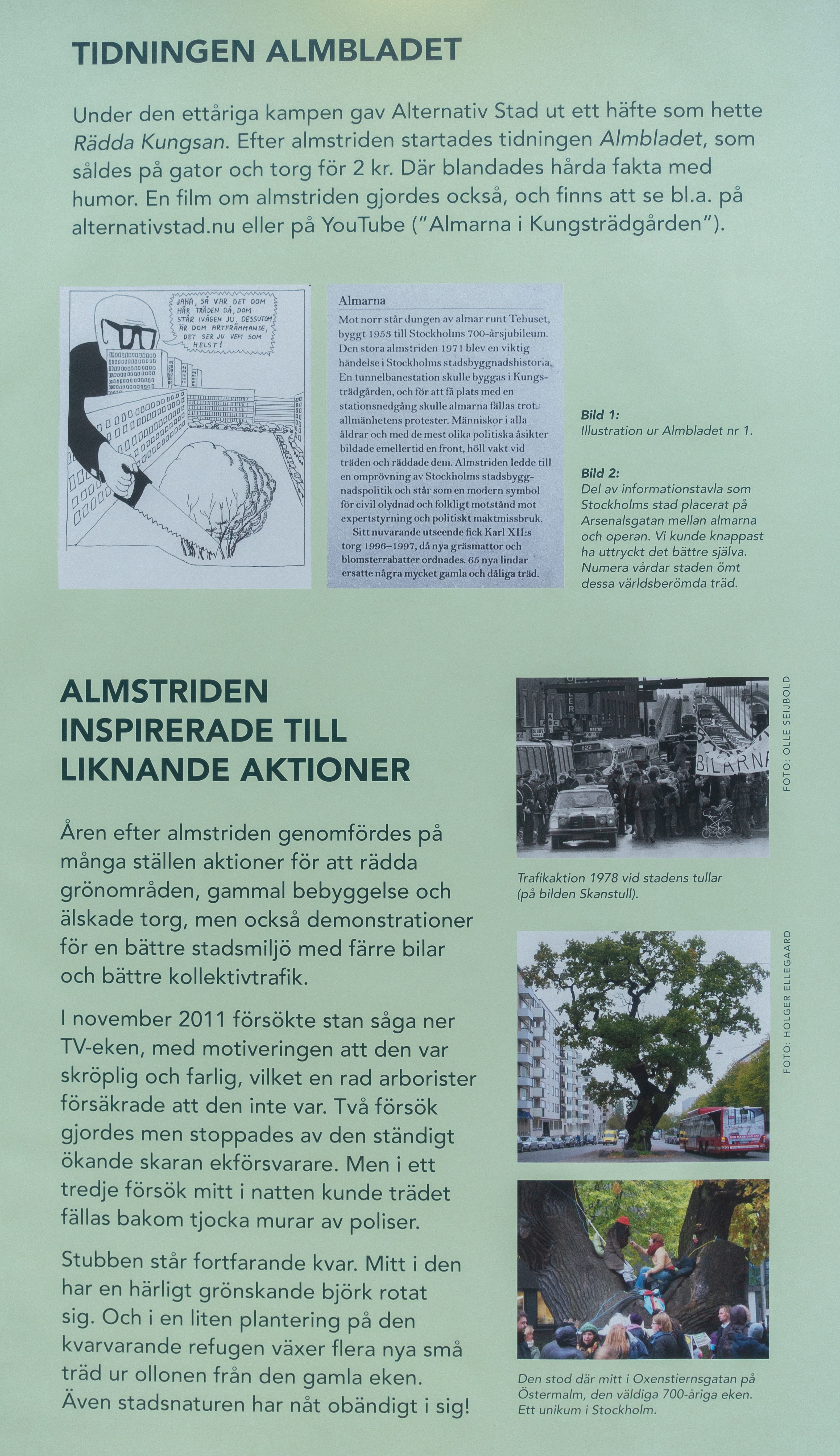
Tidningen Almbladet
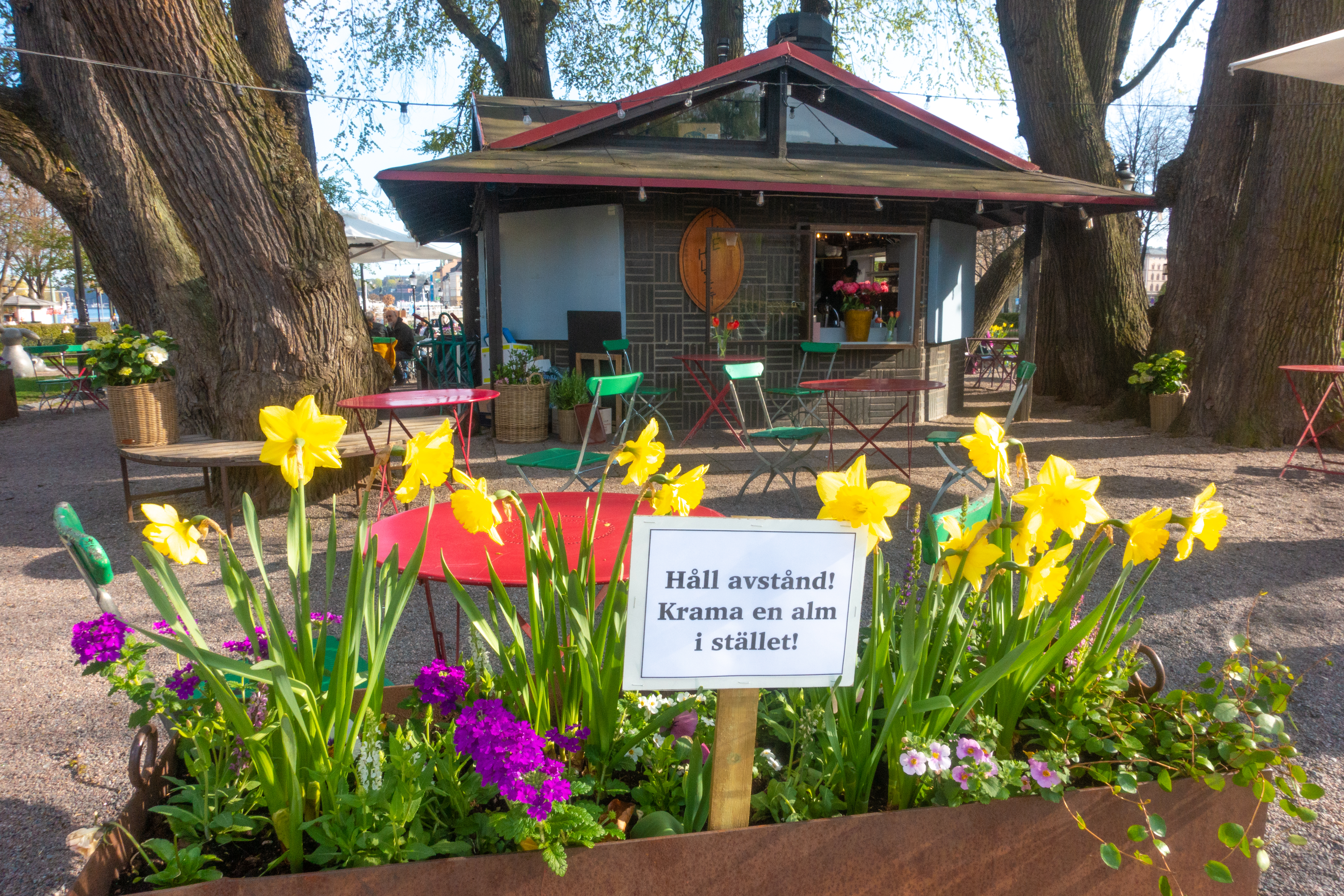
Tehuset i Kungsan omgärdat av de nu 150-åriga almarna.